# Alla namnen
Alla namnen (portugisiska originalets titel "Todos os Nomes"), är en roman från 1997 av den portugisiske nobelpristagaren i litteratur år 1998 José Saramago, som utgör den andra delen i vad Saramago själv kallade för en "ofrivillig trilogi". 
Boken handlar om senhor José, som för in personuppgifter på registerkort. Han befinner sig längst ned i hierarkin på hans ärofyllda arbetsplats det Allmänna civilregistret. Det som gör hans liv lite instabilt, är när han klättrar upp på stegarna på arbetet, eftersom han lider av svår svindel. Han smugglar registerkort på celebriteter, en högst otillåten handling, och värre blir det när han av en slump ser en kvinnans registerkort och blir besatt av tanken att finna henne. 
Boken är översatt till svenska av Hans Berggren.